# Adrie van Kraay
Adrianus Ambrosius Cornelis van Kraaij (Eindhoven, 1 de agosto de 1953) é um ex-futebolista neerlandês, que atuava como defensor.

## Carreira
Adrie van Kraay fez parte do elenco da Seleção Neerlandesa de Futebol que disputou a Copa do Mundo de 1978.

## Títulos
- Países Baixos
  - Vice-Copa do Mundo de 1978

## Ligações Externas
- Perfil em FIFA.com (em inglês)